# Findchad mac Garrchon
Findchad mac Garrchon  (ou  Fincath mac Garrchu) (mort en 485) est un roi de Leinster. C'est un membre du  Dál Messin Corb principal sous sept du Uí Garrchon. Il est le fils du fondateur de ce sept Garrchú mac Fothaid,.
Fincath mac Garrchu n'est pas mentionné comme roi dans le  Livre de Leinster, ce itre lui est toutefois attribué par les
Annales d'Innisfallen. Il est défait et tué lors de la première bataille de Grainaret en 485 par les Uí Néill. La victoire
est alternativement attribuée par les annales à  Coirpre mac Néill ou Muirchertach mac Muiredaig. Coipre mac Neill fut probablement le vainqueur et c'est dans le contexte de la conquête du nord Tethbae où s'est établi le Cairpre Gabra qu'est intervenu ce combat près de Granard (comté de Longford)
Fincath mac Garrchu a comme successeur son fils, Fróech mac Finchada (mort en 495).

## Sources
- Annales d'Ulster CELT: Corpus of Electronic Texts at University College Cork
- Annales d'Innisfallen CELT: Corpus of Electronic Texts at University College Cork
- (en) Charles-Edwards, T. M. (2000), Early Christian Ireland, Cambridge: Cambridge University Press,  (ISBN 0-521-36395-0)
- (en) Francis John Byrne (2001), Irish Kings and High-Kings, Dublin: Four Courts Press,  (ISBN 978-1-85182-196-9)
- (en) Ireland, 400-800, p. 188, Dáibhí Ó Cróinín A New History of Ireland, Vol. I,  (ISBN 0-19-821737-4) (edited Ó Cróinín).